# Flavio Martini
Flavio Martini (Galliera Veneta, 13 gennaio 1945) è un ex ciclista su strada italiano, due volte medaglia di bronzo nella cronometro a squadre Dilettanti ai campionati del mondo, e poi professionista nel biennio 1969-1970.

## Carriera
Nato nel 1945 a Galliera Veneta, in provincia di Padova, nel 1967 e nel 1968 fu medaglia di bronzo nella cronometro a squadre Dilettanti ai Mondiali: a Heerlen 1967 in quartetto con Lorenzo Bosisio, Vittorio Marcelli e Benito Pigato, a Montevideo 1968 con gli stessi Marcelli e Pigato, oltre a Giovanni Bramucci. Nella seconda rassegna iridata partecipò anche alla corsa in linea di categoria, vinta da Marcelli, arrivando sesto.
Nello stesso 1968 partecipò ai Giochi olimpici di Città del Messico, terminando 31º nella corsa in linea con il tempo di 4h47'56". In stagione vinse anche il Trofeo Alcide De Gasperi, il Trofeo Matteotti e il G.P. San Gottardo.
Nel 1969, a 24 anni, passò professionista con la Gris 2000, prendendo parte al Giro d'Italia (si ritirò) e alla Milano-Sanremo, che concluse al 72º posto. Nella stagione successiva passò alla Cosatto-Marsicano e partecipò di nuovo al Giro d'Italia, ancora una volta non terminandolo.
Dopo due sole stagioni tra i pro tornò tra i dilettanti, conquistando Vicenza-Bionde e Giro del Belvedere nel 1974 e Circuito di Sant'Urbano e G.P. Comune di Ceregnano nel 1977, prima di concludere la carriera nel 1978, a 33 anni.

## Palmarès
- 1968 (dilettanti)

Trofeo Alcide De Gasperi
Trofeo Matteotti - Marcialla
G.P. San Gottardo
- 1970 (Cosatto - Marsciano, una vittoria)

Giro del Belvedere
- 1974 ( G.S. Crich - Libertas, due vittorie)

Vicenza-Bionde
Giro del Belvedere
- 1977 (dilettanti)

G.P. Comune di Ceregnano

### Altri successi
- 1967 (dilettanti)

Olympische 100 km (Verviers, cronosquadre)
- 1977 (dilettanti)

Circuito di Sant'Urbano

## Piazzamenti

### Grandi Giri
- Giro d'Italia

1969: ritirato
1970: ritirato

### Classiche monumento
- Milano-Sanremo

1969: 72º

### Competizioni mondiali
- Campionati del mondo

Heerlen 1967 - Cronosquadre Dilettanti: 3º
Montevideo 1968 - Cronosquadre Dilettanti: 3º
Montevideo 1968 - In linea Dilettanti: 6º
- Giochi olimpici

Città del Messico 1968 - In linea: 31º